# Архиепископия западноевропейских приходов русской традиции
Архиепископия западноевропейских приходов русской традиции, или Архиепископия православных церквей русской традиции в Западной Европе (фр. Archevêché des Églises Orthodoxes de Tradition Russe en Europe Occidentale, англ. Archdiocese of Orthodox Russian Tradition Churches in Western Europe, нем. Erzbistum der orthodoxen Gemeinden russischer Tradition in Westeuropa, нидерл. Aartsbisdom der Orthodoxe kerken in West-Europa van de Russische traditie) — епархия с особым статусом в составе Московского патриархата (РПЦ), которая объединяет православные приходы русской богослужебной традиции в ряде стран Европы, главным образом во Франции. Центр находится в Париже.
Данное объединение образовано в начале 1920-х годов вокруг митрополита Евлогия (Георгиевского), который в 1931 году, не находя далее возможным пребывать в юрисдикции Московского патриархата с центром в СССР, а также не желая признавать над собой власть Заграничного синода в Сремских Карловцах (Югославия), вместе с поддержавшими его клириками и мирянами был принят в Константинопольский патриархат. Объединение под началом митрополита Евлогия получило статус временного экзархата Константинопольского патриархата, который был упразднён в 1965 году. После этого до 1971 года данное объединение существовало как «Православная архиепископия Франции и Западной Европы и русских западноевропейских церквей рассеяния». В 1971 году объединение вновь было принято в Константинопольский патриархат, а с 1999 года до 2018 года имело статус Экзархата приходов русской традиции в Западной Европе. В нынешнем виде существует с 7 октября 2019 года, когда была принята в Московский патриархат.
Ввиду того, что данное объединение неоднократно меняло название, статус и даже титул правящего архиерея (в 1920—1959 и с 2019-го — митрополит, в 1960—2019-м — архиепископ), его, чтобы подчеркнуть преемственность, неофициально именуют «церковным уделом митрополита Евлогия».
Если в начале экзархат объединял эмигрантов первой волны из России, проводил богослужения исключительно на церковнославянском языке и существовал в Европе наряду с епархиями Русской зарубежной церкви, то после Второй мировой войны (после 1945 года) его членами, как клириками, так и мирянами, становились православные христиане различного этнокультурного происхождения, а богослужение совершалось также и на местных языках. Со второй половины XX века неоднократно высказывалось мнение, что данное объединение должно стать основой для создания в Западной Европе поместной православной церкви.

## История

### Русские приходы в Западной Европе в подчинении митрополита Евлогия
2/15 октября 1920 года Временного высшего церковного управления на Юго-Востоке России под председательством архиепископа Новочеркасского и Донского Митрофана (Симашкевича) назначил «управляющий русскими приходами в Западной Европе» на правах епархиального архиерея эмигрировавшего архиепископа Житомирского и Волынского Евлогия (Георгиевского). Назначение было подтверждено указами патриарха Московского и всея России Тихона № 423 и 424 от 26 марта/8 апреля 1921 года («ввиду состоявшегося постановления Высшего Русского Церковного Управления заграницей») — «временно, впредь до возобновления правильных и беспрепятственных сношений означенных церквей с Петроградом» (поскольку заграничные приходы исторически находились в подчинении Петербургской епархии), что было осуществлено с согласия митрополита Петроградского и Гдовского Вениамина (Казанского).
При формировании де-факто независимой от Москвы Русской Зарубежной Церкви, приходы, подчинявшиеся архиепископу Евлогию, вошли в её состав. Их представители участвовали в Первом всезарубежном соборе в Сремских Карловцах (ноябрь — декабрь 1921), решения и послания которого вызвали крайне негативную реакцию политического руководства РСФСР. Указ московской патриаршей канцелярии за № 348 от 5 мая 1922 года, изданный по требованию ОГПУ, упразднял Высшее церковное управление в Сремских Карловцах, во главе которого стал митрополит Антоний (Храповицкий), и передавал власть над всеми русскими беженцами митрополиту Евлогию, который, однако, не стал вступать в конфликт с прочими зарубежными русскими архипастырями. По его почину и по соборному решению зарубежных архиереев в согласии с указом патриарха Тихона, ВВЦУ было распущено и организован Архиерейский синод Русской православной церкви заграницей, в юрисдикции которого в 1923 году выделяется Западноевропейский митрополичий округ во главе с митрополитом Евлогием.
26 февраля 1924 года, в соответствии с законодательством Франции, было зарегистрировано юридическое лицо под названием «Управляющее объединение русских православных ассоциаций» (фр. Union Directrice des Associations Orthodoxes Russes).
В 1926 году митрополит Евлогий размежевался с Архиерейским Синодом и, в 1927 году, вошёл в подчинение Московскому Патриархату, возглавляемому Заместителем Патриаршего Местоблюстителя митрополитом Сергием (Страгородским). При этом от него отделились приходы, решившие сохранить верность Русской Зарубежной Церкви, образовавшие параллельную Западноевропейскую епархию РПЦЗ с центром в Париже.
Перейдя в подчинение Московского Патриархата, приходы под управлением митрополита Евлогия именовались «Западноевропейская епархия» или «Западноевропейская митрополия», хотя с точки зрения Московского Патриархата речь шла о пользовавшихся правами ставропигии отдельных приходах и храмах на территории Западной Европы, временно порученных митрополиту Евлогию.

### Временный экзархат Константинопольского патриархата в Западной Европе

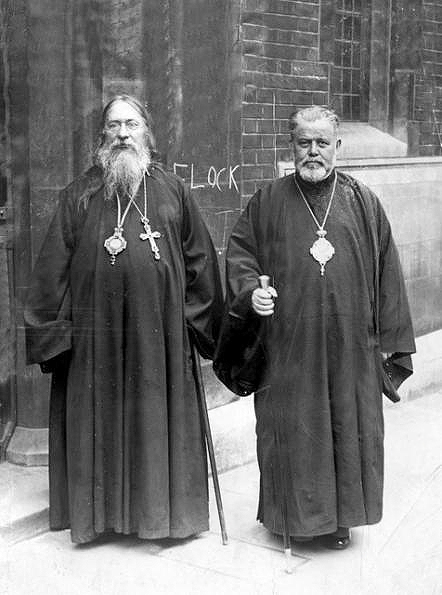
Митрополит Евлогий (Георгиевский) и митрополит Герман (Стринопулос). Лондон, 1932 год

10 июня 1930 года постановлением заместителя патриаршего местоблюстителя митрополита Сергия (Страгородского) и Временного Священного синода при нём митрополит Евлогий был отрешён от должности за участие в молении о страждущей Русской церкви в Лондоне по приглашению архиепископа Кентерберийского. Временное управление русскими приходами в Западной Европе было поручено архиепископу Владимиру (Тихоницкому), который принять должность отказался. Митрополит Евлогий получил также поддержку от Епархиального собрания. 21 июля того же года митрополит Евлогий обратился к митрополиту Сергию с письмом, в котором сообщил о выходе из его подчинения и восприятии всей полноты власти, присущей епархиальному архиерею, впредь до восстановления нормальных сношений с высшей властью Русской Церкви. В августе в обращении к пастве митрополит Евлогий заявил, что «мы… не колеблем нашего канонического единства с Матерью Русской Церковью и её законной властью, мы лишь временно прерываем внешние административные сношения с этой властью».
24 декабря 1930 года митрополит Сергий и Временный Патриарший Священный Синод подтвердили указ об увольнении митрополита Евлогия и постановили упразднить Епархиальный совет в Париже. Управление западноевропейскими приходами было поручено митрополиту Литовскому и Виленскому Елевферию (Богоявленскому). После этого митрополит Евлогий после совещания с викарными епископами принял решение обратиться с ходатайством к Константинопольскому Патриарху о переходе в его юрисдикцию, хотя прежде отвергал претензии Константинопольской Церкви на управление приходами русской диаспоры. 17 февраля 1931 года патриархом Константинопольским Фотием II русские приходы были объединены во «временно единую особую экзархию Святейшего Патриаршего Вселенского Престола на территории Европы», которая находилась в «прямой юрисдикции» Константинпольского патриарха; митрополиту Евлогию был пожалован титул патриаршего экзарха. Грамота патриарха Фотия особо оговаривал недопустимость использования церковного амвона в политических целях. Как вспоминал митрополит Антоний (Блум), «Патриаршей Церкви тогда остались верными человек 40-50 в Париже и человек 10-15 в Ницце, маленький приход в Берлине, малюсенький приход в Бельгии — это всё, что было. Все остальные ушли под Константинополь». При этом митрополит Евлогий подчёркивал, что «мы, конечно, не отрываемся, не откалываемся от Матери Русской Церкви». Тем, не менее 30 апреля 1931 года митрополит Евлогий и его сторонники были запрещены в священнослужении Временным патриаршим Синодом митрополита Сергия (Страгородского) («ввиду продолжающегося неповиновения митрополита Евлогия подвергнуть его совершенному запрещению в священнослужении»). Вопреки этому в приходах «временного экзархата» наряду с Константинопольским Патриархом в богослужебном порядке упоминались Местоблюститель Патриаршего Престола митрополит Петр (Полянский), а с 1937 года — «всё епископство православное Церкви Российской».
В середине 1930-х годов предпринимались усилия по нормализации церковной жизни русской диаспоры, в первую очередь по соединению всех русских юрисдикций за рубежом в одну. Близкий к митрополиту Антонию внук последнего председателя Государственной думы Владимир Родзянко взял на себя посредничество в примирении митрополитов Антония и Евлогия, передав митрополиту Евлогию письмо от митрополита Антония. В мае 1934 года митрополит Евлогий прибыл в Белград. Митрополиты примирились и прочли друг над другом разрешительную молитву. Архиерейский синод РПЦЗ, однако, счёл это недостаточным для возобновления общения с митрополитом Евлогием; и он не был допущен до сослужения с карловацкими архиереями. Усилия патриарха Сербского Варнавы довести дело примирения до конца успехом не увенчались. В августе 1934 года архиерейский собор в Сремских Карловцах, на который митрополит Евлогий был приглашён, но не прибыл, снял с него запрещения, но самого митрополита Евлогия это постановление не удовлетворило, так как он был не согласен с формулировками решения о том, что он «сам осудил свой поступок», «сам просил простить меня», считая, что само запрещение было незаконным. В окружении митрополита Евлогия в Париже большинство было против возобновления общения с карловчанами. Возобновление общения на практике не состоялось, оставались взаимное недоверие, соперничество, взаимные претензии; карловчане вновь стали обвинять митрополита Евлогия в том, что он «продался грекам».

### Возвращение митрополита Евлогия в Московский патриархат
В 1944 году митрополит Евлогий посетил посольство СССР в Париже для переговоров о воссоединении с Московской патриархией. В конце 1944 года митрополит Евлогий без согласования вопроса с епархиальным советом вступил в переписку с патриаршим местоблюстителем митрополитом Алексием (Симанским). Стороны договорились, что вопрос восстановления общения будет решён специальным делегатом Московской патриархии. В июле 1945 года митрополит Евлогий издал распоряжение о возношении имени патриарха Московского наряду с именем Вселенского патриарха. 29 августа 1945 года митрополитом Николаем (Ярушевичем), специально для сего прибывшим в Париж, был совершён акт воссоединения с Московским патриархатом митрополита Евлогия и его викариев Владимира (Тихоницкого) и Иоанна (Леончукова); текст акта гласил, что «на сие имеется словесное согласие Его Святейшества патриарха Вселенского Вениамина». 7 сентября 1945 года состоялось постановление Священного синода РПЦ о воссоединении приходов, управляемых митрополитом Евлогием, с Московским патриархатом. 11 сентября 1945 года появился указ Московской патриархии № 1171 о том, что Западноевропейский экзархат сохранён, а также о том, что митрополит Евлогий считается теперь экзархом патриарха Московского. Митрополит Евлогий по причине крайней слабости не мог ничего предпринять для закрепления достигнутого единства. Между тем антимосковские настроения среди приходов экзархата с каждым месяцем нарастали. Из информационного письма заместителя наркома иностранных дел СССР Владимира Деканозова председателю Совета по делам РПЦ Георгию Карпову от 25 декабря 1945 года видно, что устремления экзарха не разделяли «массы» верующих экзархата: «<…> В эмигрантской церкви массы верующих самостоятельны. Успехи митрополита Николая Крутицкого вовсе не закреплены и могут быть легко разрушены. Тов. Богомолов считает, что следует поспешить с присылкой в Париж постоянных представителей Московской патриархии и закрепить первоначальные успехи Николая, иначе англо-американцы захватят заграничные православные организации в свои руки и обратят их в орудие борьбы против нас».
По смерти митрополита Евлогия большинство клириков и мирян экзархата во главе с архиепископом Владимиром (Тихоницким), принявшим управление экзархатом на основании завещательного распоряжения митрополита Евлогия от 1943 года, изъявляло желание остаться в Константинопольской юрисдикции. Указом патриарха Московского Алексия I от 9 августа 1946 года, однако, экзархом был назначен перешедший из Русской православной церкви заграницей (РПЦЗ) в Московскую патриархию митрополит Серафим (Лукьянов) (решение Священного синода РПЦ от того же числа, кроме того, объявляло о «фактическом и формальном» прекращении юрисдикции Константинопольского патриархата над русскими западноевропейскими приходами). При вручении в Париже 14 августа 1946 года прибывшим на похороны митрополита Евлогия митрополитом Ленинградским Григорием (Чуковым) копии патриаршего указа архиепископу Владимиру последний заявил, что может принять указ только к сведению, но не к исполнению, ссылаясь на то, что не было получено отпускной грамоты от патриарха Константинопольского. Телеграммой от 21 августа 1946 года патриарх Алексий I предлагал архиепископу Владимиру вступить под руководство назначенного им экзарха, на что Владимир ответил отказом, указывая на отсутствие отпускной грамоты и необходимость выслушать мнение всего экзархата.
10 сентября 1946 года в Париж прибыл экзарх патриарха Константинопольского митрополит Герман (Стринопулос). Он передал архиепископу Владимиру сообщение, что патриарх Максим V ожидает от приходов экзархата соборного решения для подтверждения желания находиться в его юрисдикции. 16—20 октября состоялся съезд клира и мирян, принявший большинством голосов резолюцию ходатайствовать пред патриархом Константинопольским о сохранении экзархата в его юрисдикции и утверждении архиепископа Владимира экзархом. 6 марта 1947 года патриарх Максим V утвердил пребывание экзархата в юрисдикции Константинопольского патриархата. В то же время приходы, оставшиеся верными Московскому патриархату, продолжили своё существование как Западноевропейский экзархат Московского патриархата.

### В 1948—1999 годах
В 1949 годы общее собрание клира и представителей мирян закрепило новые подходы в оценках «канонического положения» Экзархата, обосновав закономерность перехода в юрисдикцию Константинопольского престола, о временности отделения от Русской Церкви уже не упоминалось. В принятом собранием 1949 году «Послании» утверждалось, что пребывание православной Церкви в Западной Европе уже нельзя считать временным, поэтому собрание призывало к образованию «единой Западноевропейской Церкви» из православных общин разных национальных Церквей. С 1950-х годов в храмах Экзархата во Франции стали периодически проводиться службы на французском языке.
18 декабря 1959 года скончался митрополит Владимир (Тихоницкий). 12 июня 1960 года чрезвычайным епархиальным съездом епископ Сиракузский Георгий (Тарасов) был избран его преемником. 12 октября 1960 года патриарх Константинопольский Афинагор утвердил епископа Георгия правящим епископом в звании экзарха с возведением в сан архиепископа, а не митрополита.
22 ноября 1965 года патриарх Константинопольский Афинагор упразднил экзархат из-за того, что Русская церковь, «избавившись от разделений и организовавшись внутренне, приобрела и внешнюю свободу» и нужда во временной организации отпала. Предложение патриарха Афинагора о возвращении в Московский патриархат не было исполнено: совет бывшего экзархата 30 декабря 1965 года провозгласил бывший экзархат «независимой и самостоятельной Архиепископией Православной Церкви Франции и Западной Европы», которая в феврале 1966 года была переименована в «Православную архиепископию Франции и Западной Европы и русских западноевропейских церквей рассеяния». Была провозглашена цель создания в будущем автокефальной Французской православной церкви.
22 января 1971 года Константинопольский патриархат восстановил свою юрисдикцию над приходами бывшего русского Западноевропейского экзархата, который преобразовывался в «Архиепископию русских православных приходов в Западной Европе», будучи теперь подчинён Галльской митрополии, чтобы, как говорилось в Синодальной грамоте, русские приходы в Западной Европе «не были совершенно лишены высшего церковного надзора и связи с административной системой Церкви». Правомочность этого действия не была признана священноначалием Русской православной церкви. Согласно томосу 1971 года, приходы Архиепископии сохраняли внутреннюю автономию как единый церковный организм и были связаны с Константинопольским престолом посредством митрополита Франции Константинопольского Патриархата. При этом приходскому духовенству предписывалось поминать за богослужением архиерея, управляющего в данном месте греческими приходами, и только потом — русского архиепископа. На деле Архиепископия находилась в прямом подчинении у Патриарха, хотя официальные бумаги из Константинополя передавались через митрополита Галльского Константинопольского Патриархата.
22 марта 1981 года скончался архиепископ Георгий (Тарасов), после чего 6 мая 1981 года предстоятелем Архиепископии стал архиепископ Евдокийский Георгий (Вагнер). 6 апреля 1993 года он скончался. 27 июня 1993 Архиепископию возглавил архиепископ Сергий (Коновалов).
В мае 1995 года в ходе паломничества архиепископа Сергия в Россию состоялось восстановление общения между Московским Патриаршим престолом и Архиепископией, 7 мая архиепископ Сергий сослужил Патриарху Московскому и всея Руси Алексию II на Божественной литургии в Успенском соборе Московского Кремля.

### В статусе экзархата (1999—2018 годы)
19 июня 1999 года томосом патриарха Константинопольского Варфоломея I подтверждалось пребывание архиепископии под омофором патриарха Константинопольского и восстанавливался её статус экзархата.
По неофициальным сведениям в начале 2000-х годов, при архиепископе Сергии (Коновалове), главой отдела внешних церковных связей Московского патриархата митрополитом Кириллом (Гундяевым) готовился переход экзархата в юрисдикцию Московского патриархата и создание Западноевропейской митрополии МП. Такие планы встретили противодействие в самой епархии. После кончины 22 января 2003 года архиепископа Сергия (Коновалова), в преддверии выборов архиепископа, назначенных на 1 мая, Московский патриархат предложил создание во Франции и Западной Европе «самоуправляемого Митрополичьего округа» — как базы для будущего учреждения многонациональной Поместной православной церкви в Западной Европе, о чём прямо говорило послание патриарха Алексия II от 1 апреля 2003 года. На внеочередном Епархиальном собрании 1 мая 2003 года митрополит Швейцарский Иеремия (Каллийоргис) зачитал послание Вселенского патриарха Варфоломея, в котором, в частности, говорилось, что Патриархат никогда не выступал за единообразие христиан, горячо приветствуя использование местных языков и рукоположение священников разных национальностей; Патриархат также признает русскую специфику Западноевропейского Экзархата, который пользуется внутренней автономией в рамках, допускаемых канонами; послание отмечало, что Церковь должна строиться по принципу поместности, обеспечивая возможность богослужения для верующих, говорящих на одном языке, но при этом не должно быть сосуществования многих церквей на одной территории по принципу этнофилетизма.
Группа православных мирян Франции разных юрисдикций, недовольных новым курсом, выступила за объединение с Московским патриархатом, создав 31 марта 2004 организацию «За поместное православие русской традиции в Западной Европе». В 2004 году решением Священного синода Константинопольского патриархата был канонизирован ряд церковных деятелей, принадлежавших к епархии митрополита Евлогия: протоиерей Алексий Южинский, монахиня Мария (Скобцова), иерей Димитрий Клепинин, миряне Илья Фундаминский и Георгий Скобцов.
Совет архиепископии в заседании от 9 декабря 2004 года под председательством новоизбранного архиепископа Гавриила (де Вильдера) отверг предложение Московской патриархии как неприемлемое. 24 декабря того же года Священный Синод выражал «сожаление в связи с „Заявлением Епархиального совета Архиепископии православных русских церквей в Западной Европе“ от декабря 2004 года, свидетельствующего о фактическом отказе нынешнего руководства Экзархата от духовного наследия Преосвященного митрополита Евлогия и иных деятелей русской церковной эмиграции в Западной Европе, почитавших себя чадами Матери Русской Церкви, не прекращавших своего единения с нею и прервавших свое пребывание в канонической юрисдикции Патриархата лишь временно и в связи с известными политическими обстоятельствами».
Отношения с Московским патриархатом в очередной раз обострились в 2006 году после принятия в состав экзархата без отпускных грамот епископа Василия (Осборна) и ряда других клириков Сурожской епархии Русской православной церкви: епископ Василий был назначен главой Амфипольского викариатства экзархата. В 2007 году конфликт был урегулирован в результате переговоров между Константинопольским и Московским патриархатами: был оформлен канонический отпуск епископа Василия и клириков, ушедших из Сурожской епархии в Константинопольскую церковь.
В июне 2009 года архиепископия приняла в свою юрисдикцию двух клириков Николаевского прихода Московского патриархата в Риме без отпускной грамоты. Наблюдались также случаи принятия Московской патриархией клириков экзархата без разрешения на то правящего архиепископа: протоиерей Михаил Осоргин был принят в 2000 году вместе с возглавляемым им Николаевским приходом в Риме без отпускной грамоты; в конце декабря 2004 года без отпускной грамоты был принят в Корсунскую епархию МП Георгий Монжош, бывший настоятель храма в Биаррице, впоследствии изверженный из сана решением Синода Константинопольского патриархата.
В 2010 году французский суд признал право собственности Российской Федерации на Николаевский собор в Ницце, бывший в ведении приходской ассоциации, находящейся в юрисдикции экзархата; 15 декабря 2011 года здание собора было передано представителю Корсунской епархии Московского патриархата.
15 января 2013 года ушёл на покой архиепископ Команский Гавриил (де Вильдер), бывший экзархом с 3 мая 2003 года, по происхождению фламандец. Местоблюстителем был назначен митрополит Галльский Эммануил (Адамакис). Для выборов, назначенных на 30 марта 2013 года, были определены три кандидата — архимандриты Симеон (Коссек), Григорий (Папафомас) и Иов (Геча), однако патриарх Варфоломей в письме от 4 марта 2013 года сообщил, что не утвердил список, сославшись на отсутствие нужного спокойствия для проведения выборов и предложил «временно продлить исполнение» полномочий экзарха митрополитом Эммануилом, а общему собранию архиепископии — рассмотреть возможность выдвижения кандидата для поставления викарным епископом при митрополите Эммануиле для обслуживания нужд верующих приходов архиепископии на их родном языке и согласно их традиции Собрание клириков и мирян Архиепископии, состоявшееся 30 марта 2013 года при участие 188 делегатов, постановило продлить полномочия Эммануила до 1 ноября 2013 года (чрезвычайного общего собрания Архиепископии) и предложило изменить устав,, что и было утверждено посланием патриарха Варфоломея от 22 мая 2013 года. 1 ноября 2013 года чрезвычайным общим собранием архимандрит Иов (Геча) (в число кандидатов, предложенных собранию патриархом Константинопольским, входили также архимандрит Виссарион (Комзиас) и иеромонах Михаил (Анищенко)) был избран новым главой архиепископии. 30 ноября 2013 года патриарх Варфоломей возглавил возглавил архиерейчкую хиротонию архимандрита Иова (Гечи). За время его руководства экзархатом стабилизировались отношения с Московским Патриархатом. В мае 2014 году в состав архиепископии перешёл приход Архангело-Михайловской церкви в Каннах. 15 марта 2015 года архимандрит Иоанн (Реннето) был хиротонисан в викария экзархата с титулом «Хариопольский».
29 ноября 2015 года архиепископ Иов был уволен с должности управляющего экзархатом. 28 марта 2016 года в Париже прошли выборы нового главы архиепископии. В качестве кандидатов были предложены две кандидатуры: епископ Иоанн (Реннето) и иеромонах Порфирий (Плант), набравшие соответственно 150 и 23 голоса выборщиков.
27 ноября 2018 года Синод Константинопольской церкви принял решение об упразднении Архиепископии русских церквей в Западной Европе и интеграции её приходов «в различные святые митрополии Патриархата». Данное решение, согласно коммюнике Вселенского патриархата, было «направлено на дальнейшее укрепление связи приходов русской традиции с материнской церковью Константинопольского патриархата». Такое решение вызвало противоречивую реакцию среди клириков и мирян упразднённого экзархата. Архиепископ Иоанн (Реннето) начал переговоры о вхождении в состав Московского патриархата. Начались горячие дискуссии по поводу судьбы бывшего экзархата. Некоторые приходы подчинились решению и перешли в местные епархии Константинопольского патриархата или другие поместные православные церкви. Так Архиепископия лишилась Скандинавского благочиния, все приходы которого ещё до осени 2019 года перешли в Константинопольскую, Сербскую и Болгарскую православные церкви.

### Архиепископия в составе Московского Патриархата
14 сентября 2019 года архиепископ Иоанн (Реннето) был в личном порядке принят в клир Московского Патриархат с назначением его управляющим теми клириками и приходами, которые пожелали бы последовать за ним. 7 октября 2019 года в юрисдикцию Московского патриархата были приняты клирики и приходы упразднённого в ноябре 2018 года экзархата православных русских церквей в Западной Европе, «выразившие таковое желание». Решение определяло, что Архиепископия действует в составе Московского патриархата на особых правах, в частности, «сохраняются её богослужебные и пастырские особенности, являющиеся частью её традиций», а также «исторически сложившиеся особенности её епархиального и приходского управления, в том числе те, которые были установлены митрополитом Евлогием, исходя из особенностей существования возглавляемого им церковного удела в Западной Европе и с учётом отдельных решений Всероссийского Церковного Собора 1917—1918 годов». Ввиду того, что статус, которым в составе Московского патриархата была наделена структура бывшего экзархата, не предусмотрен действующим Уставом РПЦ, решение Синода от 7 октября 2019 года также определяло: «На очередном Архиерейском Соборе внести поправки в Устав Московского Патриархата, предусматривающие пребывание Архиепископии в составе Московского Патриархата с особым статусом, определяемым настоящим синодальным решением». Синодальное решение также констатировало множественность параллельно существующих структур Московского патриархата на данной территории, вследствие чего признавалось потребным «каноническое усовершенствование присутствия Московского Патриархата в Западной Европе». 1 ноября 2019 года в Патриаршей и Синодальной резиденции в Даниловом монастыре в Москве патриарх Московский и всея Руси Кирилл подписал Патриаршую и Синодальную грамоту «о восстановлении единства Архиепископии западноевропейских приходов русской традиции с Русской Православной Церковью». Грамота вручена патриархом Кириллом Иоанну (Реннето) в храме Христа Спасителя 3 ноября 2019 года и определяет Архиепископию как «преемницу церковного удела, образованного в Западной Европе в 1921 году постановлением соединенного присутствия Священного Синода и Высшего Церковного Совета под председательством святителя Тихона, Патриарха Московского и всея России». Архиепископ Иоанн был возведён в сан митрополита с сохранением литургического поминовения как архиепископа западноевропейских приходов. За архиепископом Иоанном последовали не все приходы: менее 40 приходов остались в Константинопольском патриархате, по четыре присоединились к Румынской и Болгарской церквям, по одному — к Сербской епархии и Антиохийской церкви. На декабрь 2019 года архиепископия объединяла 67 приходов, общин и монастырей, что составляло 58 % от 115 единиц, насчитывавшихся на момент упразднения экзархата.

## Правящие архиереи

### Управляющие
Западноевропейская митрополия Московского патриархата
- митрополит Евлогий (Георгиевский) (9 мая 1928 — 10 июня 1930)

временный экзархат Константинопольского патриархата
- митрополит Евлогий (Георгиевский) (17 февраля 1931 — 29 августа 1945)

двойное подчинение
- митрополит Евлогий (Георгиевский) (29 августа 1945 — 8 августа 1946)
- митрополит Серафим (Лукьянов) (9 августа 1946 — 27 мая 1947) формально

временный экзархат Константинопольского патриархата
- митрополит Владимир (Тихоницкий) (6 марта 1947 — 18 декабря 1959) де-факто с августа 1946 года
- архиепископ Сиракузский Георгий (Тарасов) (12 июня 1960 — 10 октября 1965)

Архиепископия Православной церкви Франции и Западной Европы
- архиепископ Георгий (Тарасов) (10 октября 1965 — 22 января 1971)

Архиепископия в зависимости от Галльской митрополии
- архиепископ Сиракузский Георгий (Тарасов) (22 января 1971 — 14 апреля 1981)
- архиепископ Евдокиадский Георгий (Вагнер) (6 мая 1981 — 6 апреля 1993)
- архиепископ Евкарпийский Сергий (Коновалов) (27 июня 1993 — 19 июня 1999)

экзархат Константинопольского патриархата
- архиепископ Евкарпийский Сергий (Коновалов) (19 июня 1999 — 22 января 2003)
- архиепископ Команский Гавриил (де Вильдер) (3 мая 2003 — 16 января 2013) местоблюститель с 22 января 2003 года
  - митрополит Галльский Эммануил (Адамакис) (16 января 2013 — 30 ноября 2013) местоблюститель
- архиепископ Телмесский Иов (Геча) (30 ноября 2013 — 29 ноября 2015)
- архиепископ Хариупольский Иоанн (Реннето) (29 марта 2016 — 27 ноября 2018) местоблюститель с 29 ноября 2015 года

Архиепископия с неопределённым статусом в составе Константинопольского патриархата
- архиепископ Хариупольский Иоанн (Ренето) (27 ноября 2018 — 14 сентября 2019)

Архиепископия в составе Московского патриархата
- митрополит Дубнинский Иоанн (Ренето) (с 14 сентября 2019)

### Викарии
- архиепископ Ниццкий Владимир (Тихоницкий) (январь 1925 — 6 марта 1947)
- епископ Херсонесский Иоанн (Леончуков) (27 февраля 1935 — 27 декабря 1947)
- епископ Сергиевский Никон (де Греве) (24 февраля 1946 — сентябрь 1947)
- епископ Катанский Кассиан (Безобразов) (28 июля 1947 — 4 февраля 1965)
- епископ Мессинский Иоанн (Куракин) (9 октября — 27 октября 1950)
- епископ Мессинский Сильвестр (Харунс) (27 апреля 1952 — 10 октября 1962)
- епископ Кампанский Мефодий (Кульман) (17 июня 1953 — 13 апреля 1974)
- епископ Зилонский Александр (Семёнов-Тян-Шанский) (5 сентября 1971 — 16 мая 1979)
- епископ Керамонский Роман (Золотов) (10 октября 1971 — 1 сентября 1995)
- епископ Евдокийский Георгий (Вагнер) (3 октября 1971 — 6 мая 1981)
- епископ Патарский Стефан (Тимченко) (7 мая 1972 — 29 января 1979)
- епископ Трахейский Павел (Элдерсон) (с 2 июня 1991, на покое с 22 мая 2001)
- епископ Клаудиопольский Михаил (Стороженко) (19 июня 1999 — 22 апреля 2019)
- епископ Команский Гавриил (де Вильдер) (24 июня 2001 — 3 мая 2003)
- епископ Амфипольский Василий (Осборн) (8 июня 2006 — 5 октября 2009)
- епископ Хариопольский Иоанн (Реннето) (15 марта 2015 — 28 марта 2016)
- епископ Домодедовский Симеон (Коссек) (с 27 июня 2020 года)
- епископ Реутовский Елисей (Жермен) (с 28 июня 2020 года)

### Избранные в архиереи, хиротония которых не состоялась
- архимандрит Иоанн (Йохансен), избран епископом, викарием Экзархата приходов русской традиции в Западной Европе (избран 1 мая 2007 года, отменена 27 ноября 2018 года)
- иеромонах Порфирий (Плант), избран епископом, викарием Экзархата приходов русской традиции в Западной Европе (избран 14 ноября 2016 года, отменена 27 ноября 2018 года)

## Современное состояние
Как отметил в марте 2020 года митрополит Иоанн (Реннето): «Наша Архиепископия включает в себя около 60 приходов, находящихся во Франции и прилежащих странах. У нас есть Совет Архиепископии, учреждённый владыкой Евлогием на паритетном основании: 6 представителей духовенства и 6 мирян. Этот Совет является консультативным органом, который помогает архиепископу и епископу. Я, например, посещаю приходы, провожу собрания духовенства. Мы организуем пастырские собрания, собираем настоятелей. Каждый священник на своём приходе — это пастырь, и он должен руководить церковной жизнью своих прихожан <…> наша церковная миссия — собрать православных. Мы очень открыты в том, что касается языка: у нас есть приходы с французским языком, есть приходы с русским языком, есть приходы, где пользуются 3 или 4 языками. У нас есть общины, которые живут по старому календарю, и есть те, которые живут по новому календарю. И когда мы объединяемся на собраниях духовенства, это даёт атмосферу очень радостную, атмосферу миссионерства: мы здесь, чтобы свидетельствовать о том, что Православная Церковь — это Церковь открытая, это Церковь живая, это Церковь, которая способна принимать всех тех людей, которые желают жить по Духу, в православной традиции и участвовать в православной Литургии».

### Благочиннические округа
По состоянию на октябрь 2022 года:
- Благочиние восточной Франции➤
- Благочиние Бретани➤
- Благочиние долины Луары и Пуату➤
- Благочиние северо-востока Парижа➤
- Благочиние центральной Франции➤
- Благочиние юго-восточной Франции➤
- Благочиние юго-западного Парижа➤
- Благочиние юго-западной Франции➤
- Благочиние Бенилюкса➤
- Благочиние Великобритании➤
- Благочиние Германии➤
- Благочиние Италии➤
- Благочиние Скандинавии➤

### Приходы и общины архиепископии
Благочиние северо-востока Парижа
1. Собор св. Александра Невского на Рю Дарю, Париж;
2. Община святых Димитрия, Марии и иже с ними пострадавших, Сентин;
3. Храм Христа Спасителя, Аньер;
4. Церковь святого Николая, Кормей-ан-Паризи;
5. Церковь преподобного Серафима Саровского, Шелль;
6. Приход Сретения, Сен-При;
7. Троицкий приход (собирается в крипте собора), Париж;
8. Приход святого Николая, Сент-Андре-ле-Верже;
9. Приход преподобного Сергия Радонежского, Париж;
10. ? Молдавская община Благовещения Пресвятой Богородицы (собирается в крипте собора), Париж.

Благочиние юго-западного Парижа
1. Церковь преподобного Серафима Саровского и Покрова Божией Матери, Париж;
2. Церковь Введения Божией Матери, Париж;
3. Церковь Державной иконы Божией Матери и преподобного Силуана, Шавиль;
4. Приход Успения Божией Матери, Сент-Женевьев-де-Буа.

Благочиние Бретани
1. Община святой Матроны Московской, Сан-Перре;
2. Богоявленская община, Брест;
3. Община Сен-Бриё — Плюмодан, Плюмодан;
4. Община Сен-Бриё — Плерен, Плерен;
5. Община Святой Анны, Ланьон;
6. Православная Церковь Воскресения Христова, Нант;
7. Приход преподобного Сергия Радонежского и святого Вигора, епископа Байё, Кан-Коломбель;
8. Скит Богоматери Казанской и Святой Матроны Московской, Сен-Перре.

Благочиние долины Луары и Пуату
1. Община Благовещения, Анже;
2. Церковь Святой Троицы, Монтаржис-Шалетт;
3. Приход Христа Спасителя, Орлеан;
4. Приход Троицы и св. Илария Пиктавийского, Пуатье;
5. Церковь святого Мартина Милостивого; Тур.

Благочиние центральной Франции
1. Церковь Воскресения Христова, Гренобль;
2. Церковь святого Александр Невского, Ле-Крезо;
3. Приход Христа Спасителя и Успения, Виши;
4. Франкоязычный православный приход святого Мариена Бурбоннского, Од

Благочиние восточной Франции
1. Церковь Воскресения Христова, Бельфор;
2. Пустынь Всех святых, в земле Российской просиявших, Мурмелон;

Благочиние юго-восточной Франции
1. Приход св. Михаил Архангела, Канны;
2. Пустынь святого Иоанна, Динь;
3. Приход святого Гермогена, Марсель;
4. Приход святого Елены и Честного Животворящего Креста, Монпелье;
5. Община во имя Воскресения Господня, Тулон.

Благочиние юго-западной Франции
1. Община святого Стефана, Во-сюр-Мер.
2. Церковь св. Николая, Тулуза.
3. Приход иконы Божией Матери «Скоропослушница», Л’Онор-де-Кос

Благочиние Германии
1. Община преподобного Сергия Радонежского, Альбштадт;
2. Община святого Мартина Турского, Балинген;
3. Приход Рождества Богородицы, Брухзаль;
4. Приход святого Николая Чудотворца, Дюссельдорф;
5. Община святых Апостолов Петра и Павла, Карлсруэ;
6. Монастырь Рождества Пресвятой Богородицы, Клаузен;
7. Монастырская община в честь иконы Божией Матери «Знамение», Регенсбург;
8. Община Преображения Господня, Регенсбург;
9. Приход святого Александра Невского, Штутгарт;
10. Приход святого Афанасия Великого, Трир.

Благочиние Великобритании
1. Приход святого архангела Гавриила, Глазго;
2. приход святого Теодора и Святого Тейло, Кардифф;
3. Приход святого Иоанна Богослова, Норвич;
4. Приход святой Анны, Нортгемптон;
5. Скит святой Анны, Йорк;
6. Скит в честь иконы Божией Матери «Нечаянная Радость», Уолсингем;
7. Приход святых Эдуарда Исповедника, короля Англии, и Параскевы Ясской, Ливерпуль;
8. Община святого Силуана и всех святых в Великобритании и Ирландии, Честерфилд;
9. Община святого Панкратия Римского, Эксетер.

Благочиние Италии
1. Община святого Сильвестра, епископа Римского, Альцано-Ломбардо — Педренго;
2. Приход иконы Божией Матери «Всех скорбящих Радость», Брешиа;
3. Община святого Иоанна Златоуста, Бусто-Арзицио;
Церковь Рождества Христова и святого Николая, Флоренция; (де-факто в составе РПЦЗ)
4. Община Божией Матери Заступницы, Милан;
5. Приход святого Николая Чудотворца, Рим;
Церковь Христа Спасителя, св. Екатерины и преп. Серафим Саровского, Сан-Ремо; (де-факто в составе РПЦЗ)
6. Община святого Донато, Комо;
7. Община Рождества святого Николая Чудотворца, Рим (Остия);
8. Монастырь Христа Пантократора, Арона.

Благочиние Бенилюкса
1. Приход святого Георгия Победоносца, Антверпен;
2. Приход святых Жен-Мироносиц, Бреда;
3. Приход святых апостолов Петра и Павла, Девентер;
4. Община святых Вонифатия и Ксении Петербургской, Гаага;
5. Церковь свв. Александра Невского и Серафима Саровского, Льеж;
6. Церковь святого Николая, Лилль;
7. Приход святых Иоанна Златоуста и Серватия, Маастрихт;
8. Церковь святых Пантелеимона и Николая, Брюссель.

Благочиние Скандинавии
1. Приход в честь праздника Благовещения пресвятой Богородицы, Берген;
2. Приход святого Халльварда, Осло.

### Вне благочиний
- Монастырь Святого Силуана Афонского (Сен-Марс-де-Локене);
- Скит Сент-Фуа (Сен-Жюльен-де-Пуэн, Франция);
- Православное братство св. Михаила (Лиссак, Франция);
- Свято-Сергиевский православный богословский институт (Париж).